# 사쿠라다 미유우
사쿠라다 미유우(桜田美夢) 미디어 믹스 프로젝트 'D4DJ'의 등장인물로 유닛 'Lyrical Lily'의 멤버.
CV:타다 하즈키

## 인물
'D4DJ'에 등장하는 'Lyrical Lily'의 멤버로 보컬 담당.
상냥하고 품행이 단정하며, 배려하는 마음을 가진다.
어렸을 때부터 노래부르는 것을 좋아해서 학원에서는 성가대에 소속되어 있다.그 노랫소리는 같은 멤버 가스가 하루나로부터 「천사 같다」라고 칭찬받고 있다.
또 이 멤버 시라토리 호도는 장난을 치다 교사로부터 혼날 뻔했을 때 그의 변명으로 곤욕을 치르는 경우가 많아 그에게 고개를 들지 못한다.
가족의 영향으로 가요나 추억의 노래를 잘 안다.또 뮤지컬 감상도 취미라고 한다.
거울 맞추기 백설공주의 강운 프린세스에서 보면 백설공주 수준의 강운의 소유자인 것 같다(본인은 "우연히 운이 좋았을 뿐"이라고 말한다).
바바 빼고 절대로 바바를 뽑지 않는다."미이코 수제! 반 이상 벌칙 대박으로 한 번도 벌칙 칸을 밟지 않는다.게다가 10연속 6이 나온다.(역시 미이코도 「행운으로는 정리할 수 없어!」라고 말하는 수준이다)
와사비가 들어간 생초코 러시안 룰렛으로 하나도 와사비가 들어간 초코를 먹지 않았다(참고로 와사비가 들어간 초코는 전부 하루나가 먹었다).중국반점에서는 하루나, 호도, 미이코가 매운 음식을 선택한 반면 미몽은 맛있고 맵지 않은 음식을 선택하고 있었다.등과 같이, 은근히 행운이 따르는 경우가 많다.

## 다른 유닛과의 교우 관계
- Happy Around!
  - 아이모토 린쿠: 기간한정 이벤트 「해피 서프라이즈 대작전!」의 무렵부터 사이가 좋았지만 D4DJ D4 FES. XROSS ∞BEAT 이후는 왠지 함께 그려져 있는 일도 많다.
- Merm4id
  - 히다카 사오리 : 미몽(美夢)의 가정교사를 하고 있으며 사이가 좋다.
- 인무곡
  - 아오야기 동백 : 성가대 활동을 통해 교류가 생겨났다.